# Adrien Broner
Adrien Jerome Broner (ur. 28 lipca 1989 w Cincinnati) – amerykański bokser, były mistrz świata kategorii junior lekkiej federacji WBO oraz kategorii lekkiej federacji WBC.

## Kariera zawodowa
Karierę zawodową rozpoczął 31 maja 2008. Do czerwca 2011 stoczył 22 pojedynki, wszystkie wygrywając. W tym czasie zdobył tytuły WBC Youth Intercontinental, WBC USNBC i WBO Inter-Continental w wadze lekkiej i junior lekkiej.
26 listopada 2011 w Cincinnati stanął do pojedynku o wakujący tytuł mistrza WBO w wadze junior lekkiej. Pokonał przez nokaut w trzeciej rundzie Argentyńczyka Vincente Martina Rodrigueza i został nowym mistrzem świata. W pierwszej obronie tytułu, 25 lutego 2012, znokautował w czwartej rundzie Amerykanina Eloya Pereza. Do kolejnej obrony miało dojść 21 lipca. W przeddzień pojedynku z Amerykaninem Vincente Escobedo, Broner stracił tytuł nie dotrzymując limitu wagowego. W walce, której stawką był tytuł WBO jedynie dla Escobedo zwyciężył przez techniczny nokaut w piątej rundzie.
Po przejściu do wyższej kategorii 17 listopada 2012 w Atlantic City pokonał przez techniczny nokaut w ósmej rundzie Antonio DeMarco i zdobył tytuł federacji WBC wagi lekkiej. W pierwszej obronie tytułu 16 lutego 2013 zwyciężył przez techniczny nokaut w piątej rundzie Gavina Reesa (Wielka Brytania), mając go na deskach w rundzie czwartej i piątej.
7 marca 2015 na gali w MGM Grand w Las Vegas wygrał na punkty na dystansie dwunastu rund 120:108, 120:108 i 118:110 z  rodakiem Johnem Moliną (27-6, 22 KO).
20 czerwca 2015 w MGM Grand w Las Vegas przegrał jednogłośnie na punkty 112:114, 111:115 i 108:118 z rodakiem Shawnem Porterem (26-1-1, 16 KO).
29 lipca 2017 roku w Barclays Centre w Nowym Jorku przegrał jednogłośnie na punkty 112-116, 112-116, 111-117 z Mikeyem Garcią (36-0, 30 KO).
19 stycznia 2019 roku w MGM Grand w Las Vegas przegrał jednogłośnie na punkty (112-116, 112-116, 111-117) z Filipińczykiem Mannym Pacquiao (61-7-2, 39 KO). Stawką walki był pas mistrza świata WBA Regular w wadze półśredniej.